# Iwan Sorokin

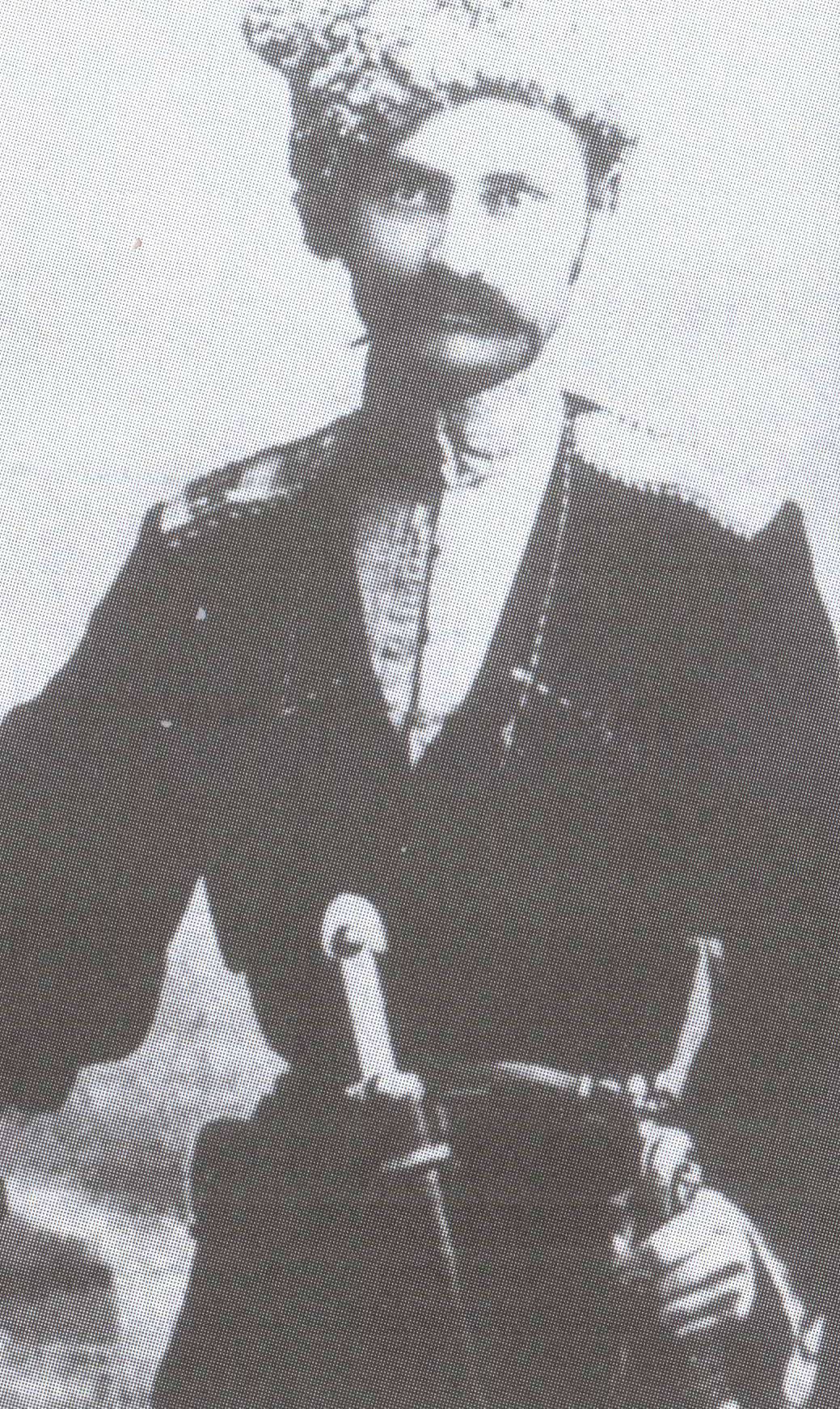

Iwan Łukicz Sorokin (ur. 1884, zm. 2 listopada 1918 r.) – oficer Armii Czerwonej, dowódca 11 Armii w październiku-listopadzie 1918 r.

## Życiorys
Był z wykształcenia felczerem. Podczas I wojny światowej walczył w armii Imperium Rosyjskiego w 1 Pułku Łabińskim na Froncie Kaukaskim, w 1915 r. został skierowany do szkoły chorążych w Tyflisie. Następnie w latach 1916-1917 służył w 3 Pułku Liniowym. Po rewolucji 1917 r. utworzył na Kubaniu oddział Czerwonej Gwardii złożony z miejscowych Kozaków. Należał do partii eserów. 
Jako zastępca dowódcy Południowo-Wschodniej Armii Rewolucyjnej (zastępca Aleksieja Awtonomowa, od lutego do kwietnia 1918 r.) dowodził obroną kontrolowanego przez czerwonych Jekaterynodaru przed białą Armią Ochotniczą. Po tym, gdy zginął dowodzący białymi gen. Ławr Korniłow, a jego następca gen. Anton Denikin zdecydował o odstąpieniu oblegających spod miasta, Sorokin miał szansę zniszczyć osłabione siły wroga, jednak nie wykorzystał okazji, nie uderzył na odchodzące siły przeciwnika. Zamiast tego organizował w mieście parady i demonstracje, a także polecił manifestacyjnie spalić ciało Korniłowa.
W czerwcu 1918 r. został zastępcą dowódcy wojsk Kubańsko-Czarnomorskiej Republiki Radzieckiej. Bezskutecznie starał się o stanowisko dowódcy jej wojsk – Aleksiej Awtonomow stracił je z powodu sporów z lokalnymi cywilnymi przywódcami bolszewików, jednak jego następcą mianowano nie Sorokina, a Karła Kałnina. Od czerwca do lipca 1918 r. dowodził wojskami odcinka rostowskiego, z powodzeniem walcząc z Niemcami. Z powodu osobistego zatargu z Kalninem nie przyszedł mu na pomoc, gdy ten w rejonie Torgowej i Tichorieckiej walczył z siłami Denikina. Zamiast zgodnie z rozkazem wesprzeć Kalnina pod Tichoriecką, Sorokin uderzył na pułk Wiktora Pokrowskiego, tył Armii Ochotniczej, i poniósł porażkę. 14 lipca 1918 r. czerwoni stracili Tichoriecką. Dzień później Kalnin na posiedzeniu komitetu wykonawczego Północnokaukaskiej Republiki Radzieckiej zarekomendował przekazanie dowództwa Sorokinowi. 
Sorokin został dowódcą Armii Czerwonej Kaukazu Północnego 3 sierpnia 1918 r., gdy toczył ciągle walki z białymi. Najpierw poniósł klęskę w starciu z trzonem ich sił, następnie jednak przegrupował wojska, odzyskał stanice Timaszewską i Korienowską, odcinając Denikina od przednich oddziałów płk. Drozdowskiego, które zmierzały już w kierunku Jekaterynodaru. Po kilku dniach zaciętych walk Sorokin musiał jednak wycofać się w kierunku Jekaterynodaru, a następnie odejść także z tego miasta. W jego oddziałach upadła dyscyplina, część żołnierzy wycofała się bez zgody dowództwa, niektóre rozkazy Sorokina nie zostały wykonane. Mając nadal pod komendą 15 tys. żołnierzy Sorokin wycofał się między rzeki Kubań i Ładą. Od całkowitego rozproszenia uratowało jego zdemoralizowane siły przybycie Armii Tamańskiej pod dowództwem Iwana Matwiejewa w połowie września 1918 r.
Do końca miesiąca dowodzeni przez Sorokina czerwoni ponieśli kilka kolejnych porażek w walkach z Denikinem i ich siły, chociaż znacznie liczniejsze niż Armia Ochotnicza, zostały niemal całkowicie otoczone. Dzięki przewadze liczebnej mieli jednak ogromną szansę na przebicie się i połączenie z czerwoną 10 Armią walczącą pod Carycynem. Matwiejew sugerował koncentrację sił w kierunku stanicy Kawkazskiej, a następnie marsz na północny zachód w kierunku Jekaterynodaru lub wzdłuż tichorieckiej linii kolejowej. Sorokin przeforsował jednak bardzo ryzykowny plan uderzenia na północny wschód, z perspektywą rozstrzygającej bitwy w rejonie Stawropola, i równoczesnego marszu ma Mozdok. Matwiejew odmówił wykonywania rozkazów Sorokina, który 7 października 1918 r. nakazał go rozstrzelać za niesubordynację, przekonując do poparcia tego kroku północnokaukaską radę rewolucyjno-wojskową. 
Obawiając się dalszych konsekwencji działań Sorokina, który swoją decyzją wywołał gniew żołnierzy Armii Tamańskiej, północnokaukaska rada rewolucyjno-wojskowa już po śmierci Matwiejewa postanowiła pozbawić go dowództwa i aresztować. Dowiedziawszy się o tym, dowódca sam uwięził czterech czołowych członków rady (m.in. przewodniczącego centralnego komitetu wykonawczego Północnokaukaskiej Republiki Radzieckiej Awrama Rubina, przewodniczącego miejscowej Czeki M. Własowa oraz kierującego miejscowym komitetem partii bolszewickiej Moisieja Krajnego) i 21 października nakazał rozstrzelać również ich. Sorokin rozpętał w Piatigorsku, gdzie stacjonował jego sztab, ślepy terror: nakazał rozstrzelać znajdujących się w mieście generałów armii carskiej (m.in. Ruzskiego i Radko-Dimitriewa), zmusił miejscową organizację bolszewicką do ucieczki do Niewinnomysskiej. Tam 27 października działacze partyjni ogłosili go zdrajcą wyjętym spod prawa. Sorokin udał się w rejon Stawropola, gdzie w toku trwającej bitwy o miasto starał się przeciągnąć żołnierzy na swoją stronę przeciwko miejscowym bolszewikom. 29 października Armia Tamańska przełamała opór białych oddziałów płk. Drozdowskiego i dzień później wkroczyła do Stawropola. Sorokin 2 listopada, rozpoznany przez dawnych podkomendnych Matwiejewa, został zastrzelony.